# Copypasta
Une copypasta, ou copy-pasta, parfois copie-pâtes ou aussi duplighetti dans les forums en français, est un bloc de texte copié et collé sur les plateformes Web, les forums, ou dans les réseaux sociaux numériques, généralement sans aucun rapport avec les discussions, dans une optique de troll, de spam ou d'alerte illusoire,,,.

## Histoire
Le mot « copypasta » est utilisé pour la première fois en 2006 par des membres de groupes Usenet et dans 4chan. Le mot est ajouté au Urban Dictionary le 20 avril 2006 et à l'Encyclopedia Dramatica, un wiki sur la culture satirique d'Internet, en septembre 2006.
En français, le terme est traduit littéralement en “copie-pâtes” ou “copie patte”,, et parfois en “copillettes”.
Selon Google Trends, le mot « copypasta » est utilisé pour la première fois en décembre 2005 sur le Web.

### Étymologie
Le mot « copypasta » est un mot-valise composé de l'anglais « copy/paste » (copier/coller en informatique) et « pasta » (pâtes alimentaires). Le mot « pasta » n'apporte pas de sens particulier mais simplement une connotation plaisante, et permet de distinguer le dérivé de l'original « copy/paste ».

## Exemples
En ethnographie, plus particulièrement en recherche folklorique, ainsi qu'en linguistique, le rôle des exempliers est important. Devant la grande diversité d'un phénomène, difficilement réductible à sa définition, la monstration d'exemples nombreux autorise à une première conceptualisation. Quelques exemples de copypasta (définition non restrictive), avec leurs sources : 
- Type "Troll" : « Sans rigoler. Je pratique la MMA depuis maintenant 6 ans, de la boxe en parallèle depuis 7 ans, je pourrai. Ainsi que la musculation depuis 4 ans, 1m87 pour 86 kg. J'ai une vitesse de fou, et des réflexes identiques à ma vitesse. J'ai juste à l'attendre qu'il me charge, l'esquiver et lui donner des bonnes patates dans la tête. Je le lâcherai pas à la moindre erreur, le gorille est fini. T'auras toujours des puceaux d'ici pour penser que c'est impossible. Rien n'est impossible avec de la volonté déjà les amis, et de 2) c'est pas avec votre corps de lâche que vous allez faire quoi que ce soit. N'importe quel homme un minimum entraîné peut vaincre un gorille avec un couteau déjà. À main nue c'est pas forcément plus compliqué ça demande juste de la technique. » — Le pavé MMA est une copypasta issue des forums du site Jeuxvideo.com. Elle semble avoir apparu en 2016, souvent reprise et déclinée pour moquer avec ironie une situation ou un comportement[14],[15]. Elle est peut-être inspirée de la « Navy Seal Pasta » anglophone.

- Type "Alerte illusoire" : « Je ne donne pas à Instagram ou à toute entité associée à Facebook la permission d'utiliser mes photos, mon information, mes messages ou mes publications passées ou futures. Avec cet énoncé, je notifie Instagram qu'il est strictement interdit de dévoiler, copier, distribuer ou prendre toute autre action contre moi, mon compte ou son contenu. »[16]
- Type "Alerte illusoire" : « VOUS N’AVEZ PAS MON CONSENTEMENT pour utiliser mon numéro de téléphone en connexion avec votre application pour l’identification, le suivi ou la localisation de ma personne car si vous avez cette application, tous vos contacts seront connus et pistés à leur tour, contre leur gré ! »[17]
- Type "Spam" ou "Chaine de lettres" : « Donc s'il vous plaît, en l'honneur d'un membre de la famille ou d'un ami qui est mort, ou encore un qui lutte contre le cancer, ou même quelqu'un qui a eu un cancer mais est maintenant guéri, copiez et collez (ne pas partager) ce message dans votre page. Donc je saurai qui a lu mon statut s'il vous plaît écrivez ′′ Fait ′′ »[18]
- Type "Spam" ou "Chaine de lettres" : « Si vous lisez ce message, rendez-moi service et faites-moi un commentaire rapide : un "salut", "un autocollant" (ce que vous voulez), pour qu'il apparaisse dans mon fil d'actualité. Ne pas juste mettre un 'like', il faut écrire au moins un 'bonjour', pour que j'arrive à savoir combien ont lu le texte. A vous de jouer. »[19],[20]